# Saint-Paul-de-Vence
Saint-Paul-de-Vence ist eine französische Stadt mit 3190 Einwohnern (Stand 1. Januar 2022) im Département Alpes-Maritimes in der Region Provence-Alpes-Côte d’Azur. Saint-Paul liegt im Arrondissement Grasse und gehört zum Kanton Villeneuve-Loubet. Der Ort bedeckt eine Fläche von 7,26 Quadratkilometern. Das Gemeindegebiet wird vom Flüsschen Malvan durchquert. Die Kommune ist Mitglied im Gemeindeverband Sophia Antipolis.

## Geschichte
Saint-Paul-de-Vence ist ein vielbesuchter Ort an der französischen Mittelmeerküste mit gut erhaltenen historischen Befestigungsanlagen. Diese wurden zwischen 1537 und 1547 unter König Franz I. errichtet, wofür 700 Wohnhäuser abgerissen wurden. Die betroffenen Bewohner wurden in den neu geschaffenen Nachbarort, La Colle, umgesiedelt.
Viele Künstler und Kunsthandwerker ließen sich im 20. Jahrhundert in Saint-Paul-de-Vence nieder, darunter Marc Chagall, der hier von 1966 an rund 20 Jahre lebte und mehrere Werke hinterließ, das Gemälde Ma Vie („Mein Leben“) und das Mosaik Les Amoureux („Die Liebenden“) in der Fondation Maeght sowie ein Mosaik aus dem Jahr 1986 am Giebel der Gemeindeschule, das auf der Grundlage einer von ihm angefertigten Zeichnung geschaffen wurde. Chagall starb 1985 und ist auf dem örtlichen Friedhof beigesetzt. 
Die Fondation Maeght, ein modernes Kunstmuseum, dessen markante Architektur von Josep Lluís Sert, einem Schüler Le Corbusiers, im Kontrast zum mittelalterlichen Flair des Dorfes steht, befindet sich etwas außerhalb auf der Colline des Gardettes.
Die Chapelle des Pénitents Blancs („Kapelle der weißen Bußmönche“) wurde von Jean-Michel Folon ausgestattet. Der Architekt starb 2005, bevor der Bau vollendet war; Handwerksmeister setzten seine Arbeit fort. Der im Juni 2008 geweihte Bau ist heute mit poetischen Fantasien Folons und einem großen Mosaik, bunten Bleiglasfenstern, Wandmalereien und Skulpturen zum Thema Bußgaben ausgestattet.
Am Eingang des Dorfes findet sich ein Boule-Platz, der durch die Schauspieler Lino Ventura und Yves Montand, die hier dieser Sportart nachgingen, bekannt wurde. Heute finden an diesem Ort mehrsprachige Boulekurse sowie Wettbewerbe für Amateure und Profis statt.
Das Gasthaus La Colombe d’Or im Ortskern war in den 1970er Jahren ein beliebter Aufenthaltsort Chagalls. Mit den ausgestellten Skizzen berühmter Gäste, von Henri Matisse, Alexander Calder, Pablo Picasso u. a., ähnelt es einem kleinen Museum. In den 1970er Jahren war das Lokal aufgrund der Nähe zur Festivalstadt Cannes ein Treffpunkt vieler Leinwandstars, darunter Sophia Loren und Lino Ventura.

## Bevölkerungsentwicklung
| Jahr                       | 1962 | 1968 | 1975 | 1982 | 1990 | 1999 | 2006 | 2016 | 2021 |
| Einwohner                  | 1416 | 1570 | 1917 | 2542 | 2903 | 2847 | 3336 | 3456 | 3182 |
| Quellen: Cassini und INSEE |      |      |      |      |      |      |      |      |      |

## Sehenswürdigkeiten
Siehe auch: Liste der Monuments historiques in Saint-Paul-de-Vence
- Kirche Saint-Paul aus dem 12. und 13. Jahrhundert
- Festungsmauern, 1537–1547 unter Franz I. errichtet
- Fondation Maeght, Museum zeitgenössischer Kunst

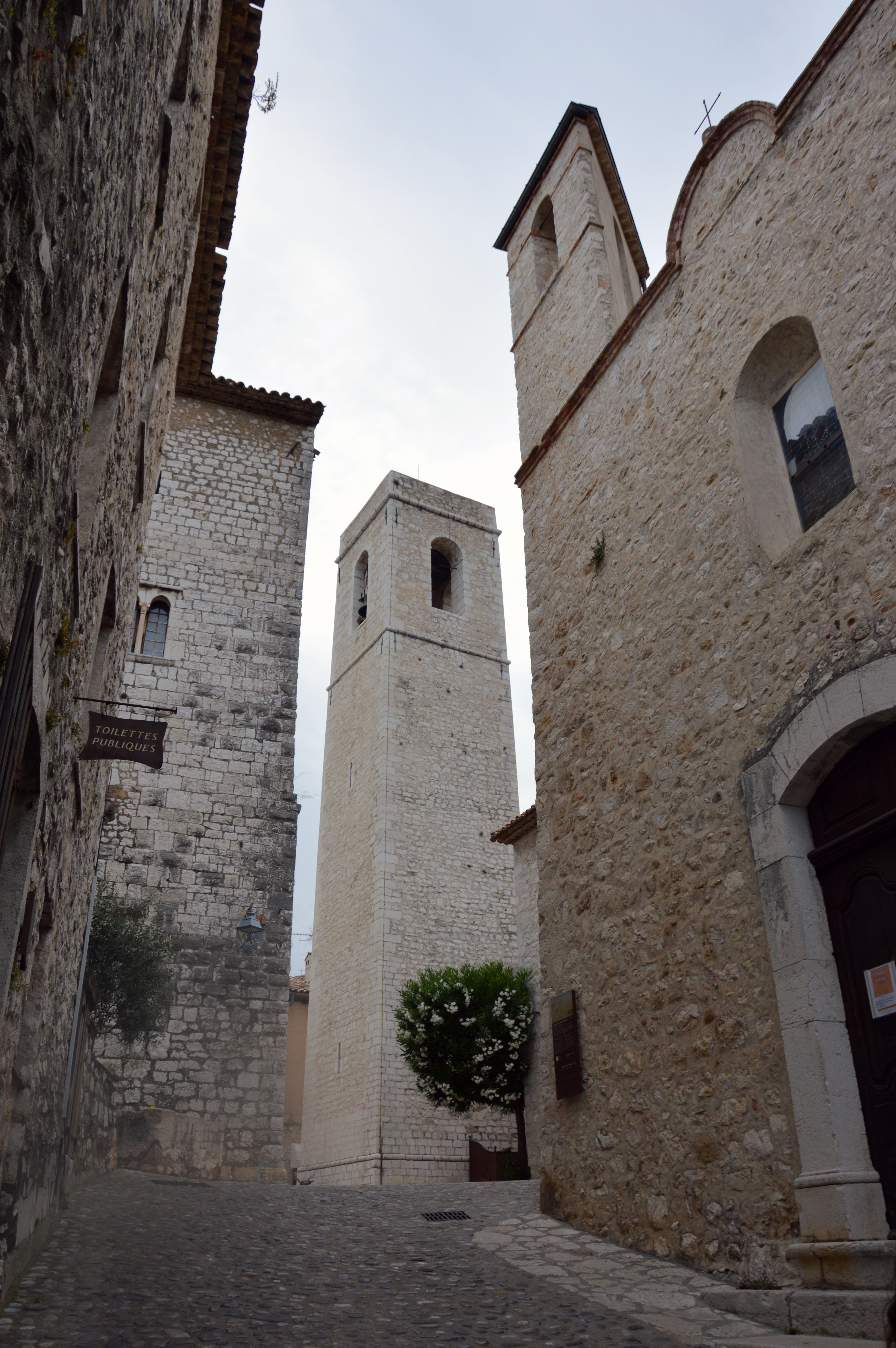
Stiftskirche der Bekehrung des Heiligen Paulus (Mitte) und Kapelle der Weißen Büßer (rechts).
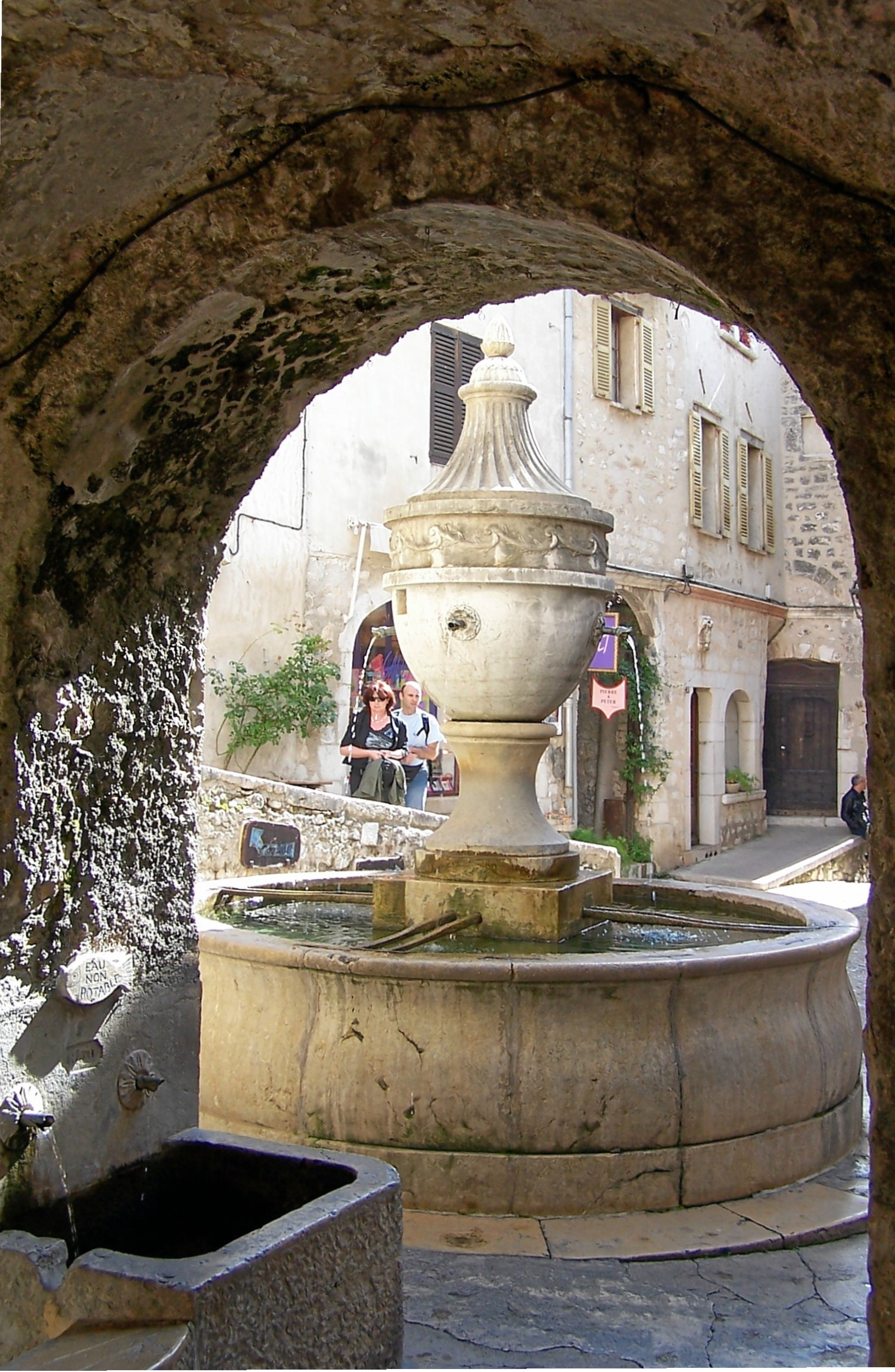
La grande Fontaine von 1850
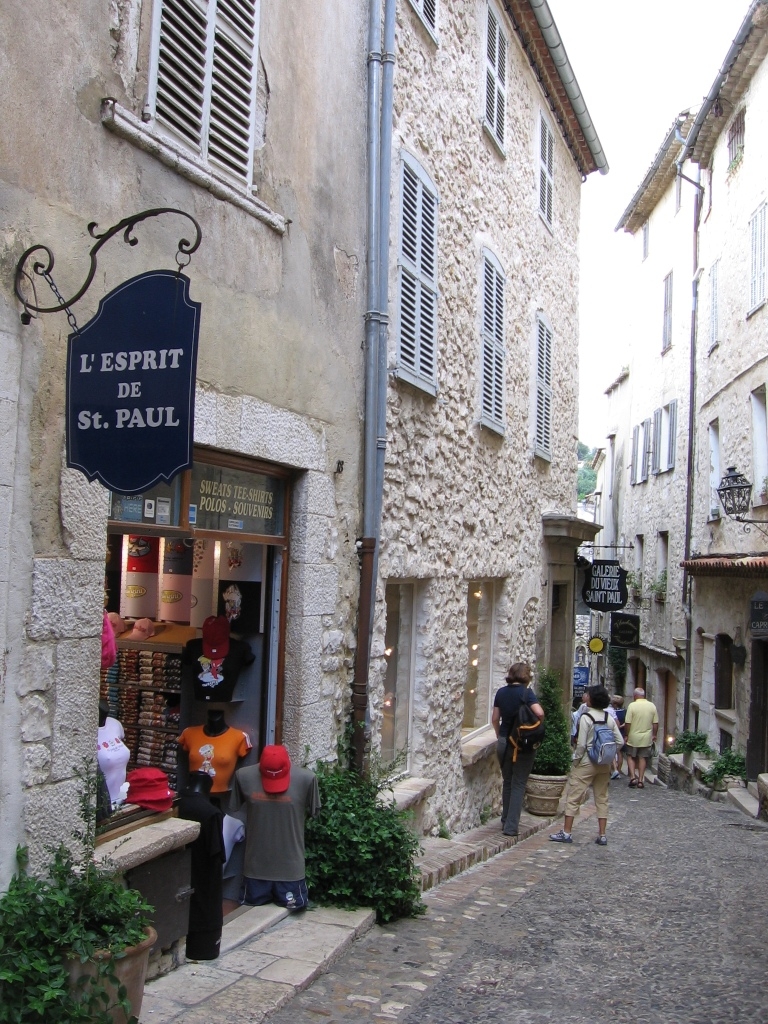
In den Gassen
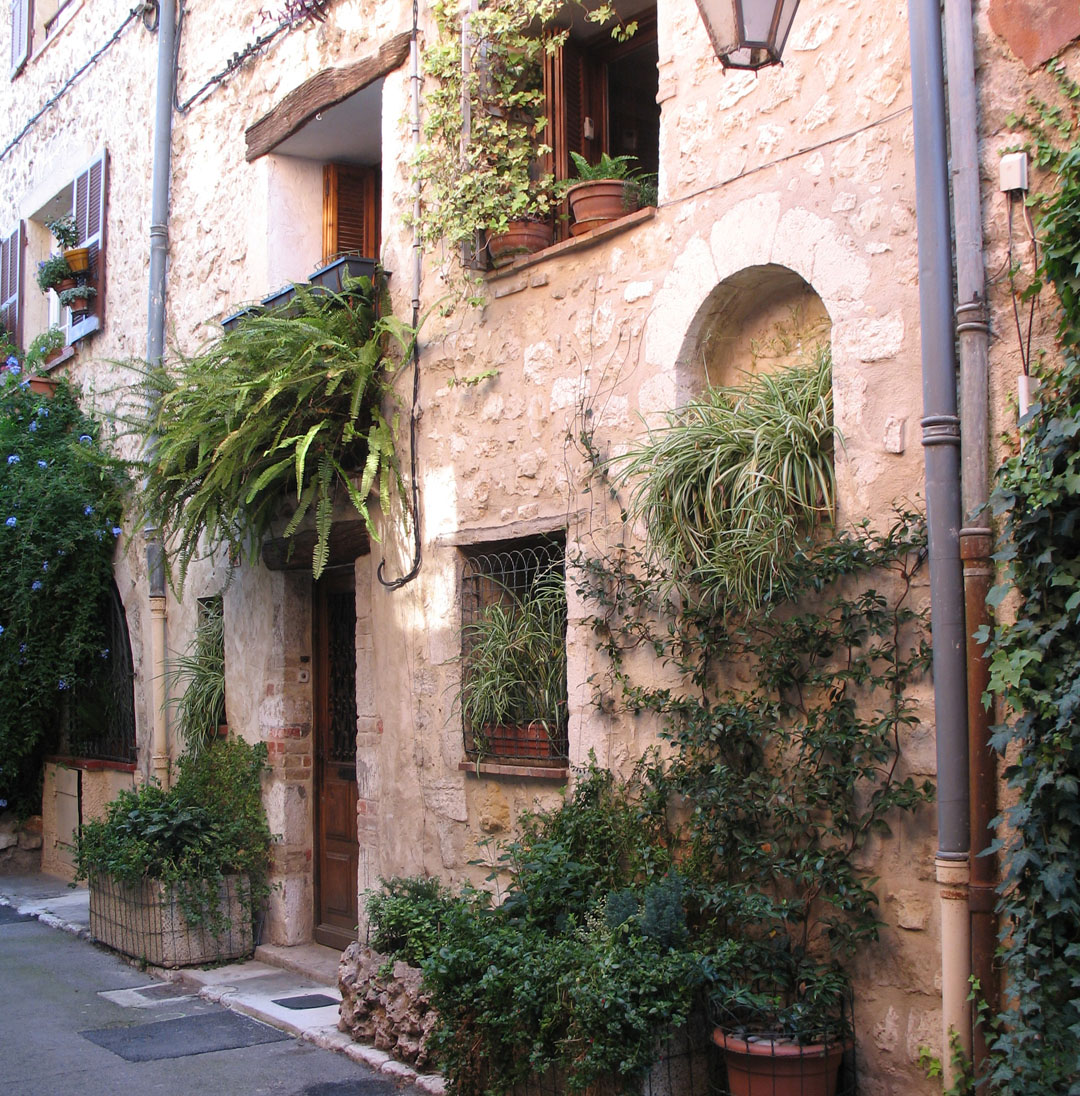
In den Gassen
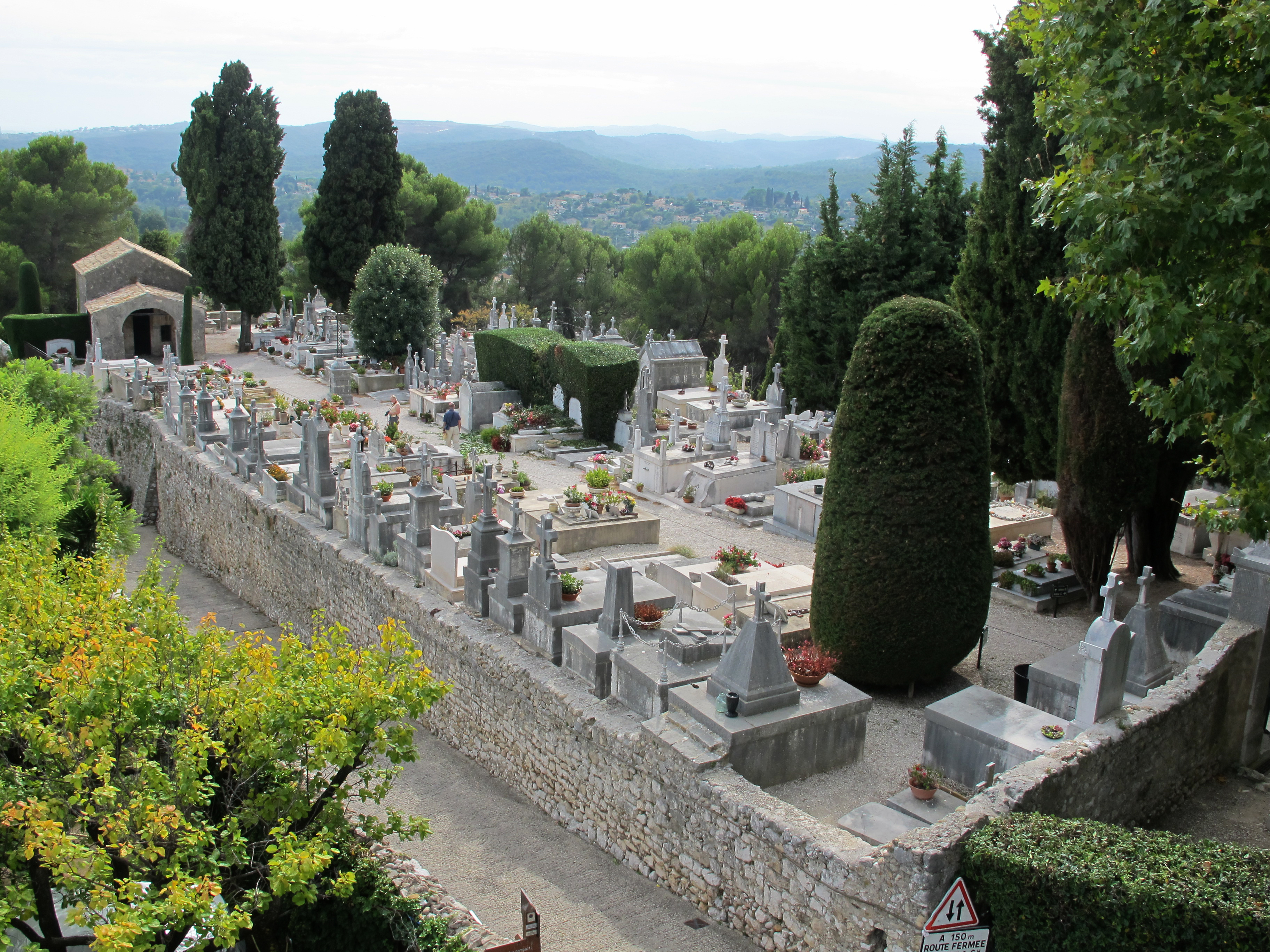
Friedhof von Saint-Paul-de-Vence
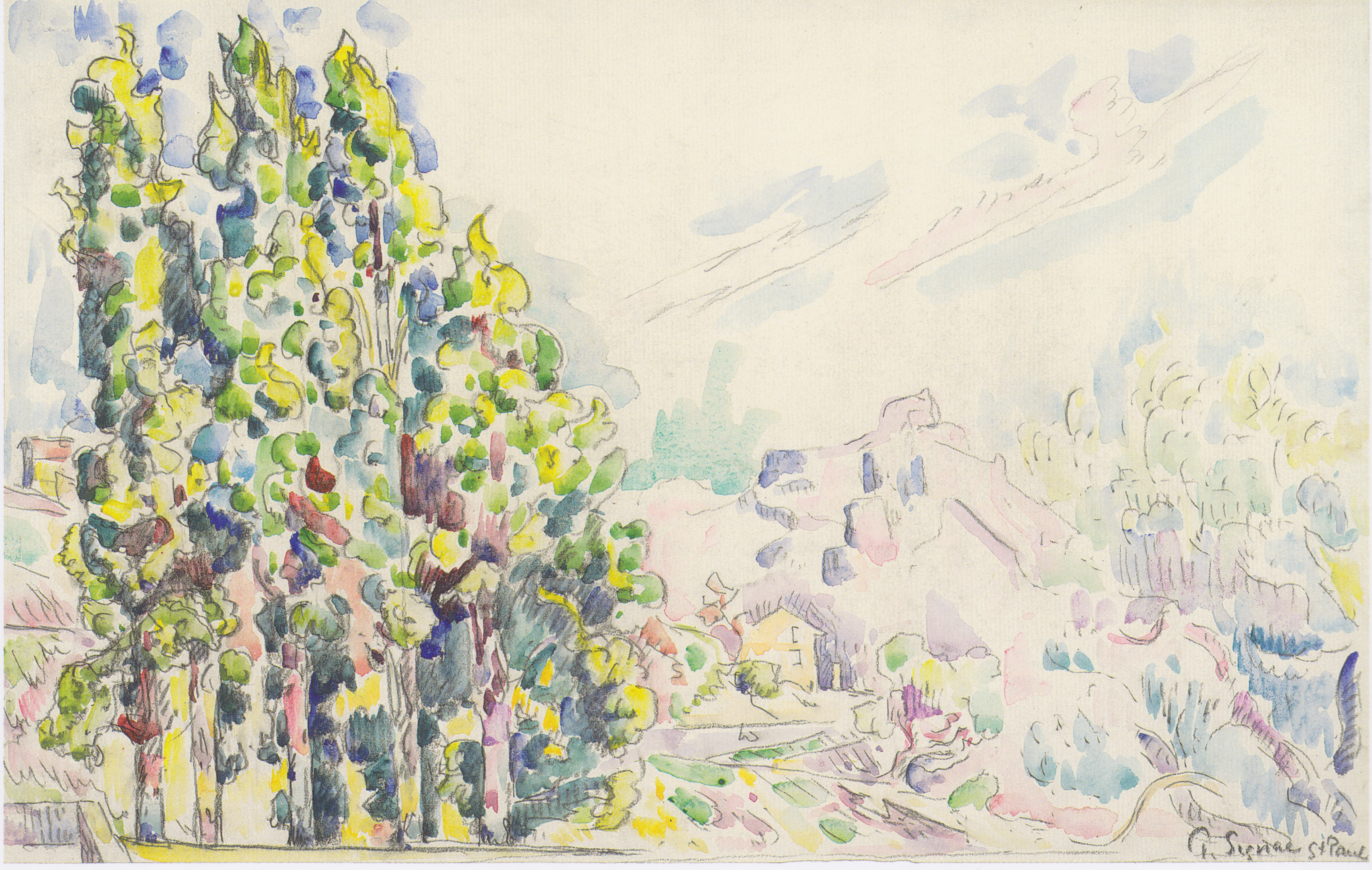
Aquarell von Paul Signac (1921)

## Persönlichkeiten
- Marc Chagall (1887–1985), Maler, gestorben in Saint-Paul-de-Vence
- Jean Lurçat (1892–1966), Maler, Keramiker und Bildwirker, gestorben in Saint-Paul-de-Vence
- Hans Erni (1909–2015), Schweizer Maler, Graphiker und Bildhauer
- André Verdet (1913–2004), Dichter und Maler, gestorben in Saint-Paul-de-Vence
- Simone Signoret (1921–1985), Schauspielerin
- Yves Montand (1921–1991), Schauspieler
- Curd Jürgens (1915–1982), deutsch-österreichischer Schauspieler, Eigentümer eines Anwesens in Saint-Paul-de-Vence
- Donald Pleasence (1919–1995), britischer Schauspieler, gestorben in Saint-Paul
- James Baldwin (1924–1987), amerikanischer Schriftsteller, Eigentümer eines Anwesens in Saint-Paul-de-Vence
- Leslie Bricusse (1931–2021), OBE, britischer Komponist und Liedtexter von Filmmusik, gestorben in Saint-Paul-de-Vence
- Belina (1925–2006), polnisch-deutsch-französische Sängerin